# Microregiunea Vasvár
Microregiunea Județul Vas|Vasvár (în maghiară Județul Vas) a fost o microregiune statistică (kistérség) din județul Vas, Ungaria.
Cu o populație de 13.164 locuitori și o suprafață de 374,14 km2, aceasta a existat până în 2014, când în Ungaria, microregiunile ”kistérségek” au fost înlocuite de districte (járások).